# 際田まみ
際田 まみ（きわだ まみ、7月10日 - ）は熊本県出身のシンガーソングライター。

## プロフィール
熊本県宇城市出身。熊本県立宇土高等学校卒業。
九州のCM、特に地元熊本で数多くのテレビCM曲を手掛け、「熊本CMソングの女王」などと呼ばれている。またラジオパーソナリティなども務め、番組内で即興で歌うこともある。
アレンジをしたオケにあわせて、キーボードで演奏しながら歌うスタイルが多い。

主に福岡で活動していたが、2006年頃から熊本を拠点に活動している。
楽曲には、王道なJ-popメロディのPOPSサウンドや、
恋愛や別れをテーマとしたバラード曲の他、地元を歌った曲「ふるさと熊本」は、
新しい熊本のご当地ソングとして老若男女に親しまれ、
県内の学校で流され、歌われているところもある。

優しい楽曲が多いが、一方、ラジオではコミックソング的な曲も作って歌う。
学校で講演LIVEや、病院など医療施設の慰問、式場の余興として歌うこともある。
SNSでは「kiwamami (きわまみ)」名義で活動することが多い。

2010年、結婚。2013年、2017年出産。
ママシンガーソングライターとして活動開始。子供向けソングなども歌う。
2020年、突発性難聴により、左耳の聴力を失い、一時活動休止。
2021年、熊本県宇城市立不知火小学校の校歌を作詞作曲。
また、静岡県熱海のゆるキャラ「熱海まめっこ音頭」等も制作。
2022年、Apple MusicやSpotify等で、音楽配信を開始。

## エピソード
(RKKラジオでの話より。)
幼稚園・保育園を4回も転園している。4回目の転園先に隣接していたオルガン教室に通うも短期間。この頃鍵盤に興味を示す。
小学生になると、ピアノが弾ける友達の手を目コピーしたり、当時、流行っている曲を耳コピーして音楽室で弾いていたという。
ピアノ教室に通い出すが、譜面の読みなどの基礎的バイエルを習った後、すぐ辞めてしまう。
クラシックより歌謡曲を弾くこと、また、作曲することに興味を持ち、ジブリ音楽やニューミュージックの譜面を買い、
自分で独学するようになる。小学校で作曲した歌が学年で歌われ、卒業文集の見開きにも歌が載っている。
歌が好きで、県内の小学生カラオケ大会で準優勝。その時、司会を務めていたRKKの檜室英子アナウンサーと、
大人になって、「まるっと熊本みてあ～る記」という番組で一緒になり、感動していた。
中学・高校では、テニス部で、高校では主将も務めていた。この頃、Ulyssesというバンドを組み、何度かライブハウスに出演。
高校卒業後、作曲家を目指し、
インスト制作をはじめ、福岡の音楽専門学校へ。
在学中、福岡の劇団へ単身飛び込みし、舞台音楽を制作。雑誌などで取り上げられる。
また、作曲家の先生の勧めで、歌も平行して勉強した方がいいと福岡のラジオCMを歌っていた。(当時は、歌のみ)

専門学校卒業後、CMを一緒にやっていた恩師が病死したことで、一時、音楽を辞めてしまうが、
時間を経て、曲を少しずつ作りはじめ、福岡の路上で歌いだす。路上ライブで人を集めたことにより、
福岡のテレビ番組「星の種」「若葉の頃」等に出はじめる。(司会：KAN・TOGGY)
「Peace porter」というバンドを組み、活動後、解散。
ソロで「際田まみ」として、ライブハウス「照和」にてレギュラー出演。

2001年、TBSテレビ「COUNT DOWN TV 新人アーティスト Audition」にて、♪プリムローズが最終ノミネート。
全国6000通の中、最終18組に残り、赤坂TBSスタジオにて歌披露。
2002年、「AIXA アーティスト オーディション」にて、♪雪の涙が最終ノミネート。(審査員長：松任谷正隆)

オムニバスCD 「2002 AXIA 優秀作品集」発売。
2002年7月、♪プリムローズが「ミュージックウォッチ」DLランキング1位になり、
雑誌「Windows100%」の付録として、全国の書店・コンビニで発売された。

2004年、東京・大阪の事務所に入り、ラジオYES FM「オンスト」などに出演。(千鳥・NON STYLE)。
地元熊本では、FM791ラジオのコーナー「きままにきわまみ」が始まる。
2005年、愛知万博など、九州以外でのイベントにも出演。東京のマネージャーが病死。
2006年、熊本に帰郷。フリーになり、九州のCMソングを手がける。
2007年、全国放送 「ロコもん」出演。(司会：さまぁ〜ず・関根麻里)。
2008年～2013年、RKKラジオ「ウタメッ!」
2011年、震災チャリティライブ。熊本で開催されたねんりんピックのテーマソング「ふれ愛熊本」を作曲。
2012年、TKU「水の国くまもと」 ビデオコンテスト 最優秀賞。(審査員長：小山薫堂)
2014年～2022年、RKKラジオ「マミームメロディ」
2016年、震災チャリティライブ。「がんばろう熊本」CM、絆・動画キャラバン等に参加。
2020年、九州・山口 KBC「るり色の砂時計」より、YouTubeチャンネル「旅よか」BGM
2021年、熊本県宇城市立不知火小学校 校歌作曲。静岡熱海のゆるキャラソング「熱海まめっこ音頭」作曲。
2022年、福岡RKBラジオドラマ「お天道様が見てるから」エンディング曲

## ディスコグラフィー
| 発売日        | タイトル     | 収録曲 |  |
| ------------- | ------------ | --- |  |
| 2003年7月10日 | primrose     | resolve、プリムローズ、斜光、箱の中、雪の涙、ゆびわ |  |
| 2004年7月7日  | カエリミチ   | カエリミチ、タメイキ、あなたにさよならを言おう |  |
| 2007年2月15日 | 空を見上げて | 心の花、空を見上げて、君への想い |  |
| 2009年5月1日  | ふるさと熊本 | ふるさと熊本(熊本・阿蘇・天草編)、ふるさと熊本(熊本・県北・県央編)、ふるさと熊本(熊本・球磨・県南編)                                                                                             |  |
| 2010年2月14日 | Message      | カレイドスコープ、虹、人魚の恋、Happy Story、君への想い、月、Four leaf clover、solotrip、空を見上げて、Message                                                                                   |  |
| 2012年12月8日 | 赤い糸       | 赤い糸、ハッピー☆ライダー、「元気です」、Rainy Day、ひとつ |  |
| 2015年10月5日 | Home         | 愛しい日々、花や鳥のように、ヒカリ、笑顔の花、Home、夢をもとう |  |
| 2022年7月13日 | Collection1  | 心の花、空を見上げて、君への想い、カエリミチ、タメイキ、あなたにさよならを言おう、Happy Merrry Christmas、 カレイドスコープ、虹、人魚の恋、Happy Story、月、Four leaf clover、solo trip、Message |  |
| 2022年7月13日 | Collection2  | 赤い糸、ハッピー☆ライダー、「元気です」、Rainy Day、ひとつ、 ふるさと熊本、Rose、 愛しい日々、花や鳥のように、ヒカリ、笑顔の花、Home、夢をもとう、春の日、花が咲いたら                           |  |

### CMソング
♪心の花 （KKT 夢の力プロジェクト）
♪空を見上げて（味のマルタイ 即席マルタイラーメン）
♪ふるさと熊本（鶴屋百貨店 2010お歳暮）
♪笑顔の花 (グリーンコープ生協くまもと)
♪愛しい日々(慈恵病院／天気予報BGM)　等

## 出演番組

### ラジオ
- AIR GROOVE ／ きままにきわまみ （FM791熊本シティエフエム 2004 - 2009.3）
- まみと二郎のウタメッ! （RKKラジオ熊本放送 2008.4 - 2013.3）
- くまもとまるっと見てあ〜る記 ／ 際田まみのわが町ソング （RKKラジオ熊本放送 2013.4 - 2014.3）
- 際田まみのマミームメロディ♪ （RKKラジオ熊本放送 2014.4 - 2016.3 ／ 毎週月曜日18:20- ）
- まみ&よっしーのマミームメロディ♪ （RKKラジオ熊本放送 2016.3 - 2022.3 ／ 毎週日曜日17:05- ）